# Zsakó István (szobrász)
Zsakó István (Budapest, 1954. június 1. –) magyar szobrászművész.

## Életútja, munkássága
A budapesti Képző- és Iparművészeti Szakközépiskolában érettségizett. Felsőfokú tanulmányokat a Magyar Képzőművészeti Főiskolán folytatott 1979 és 1984 közt. Vigh Tamás volt a mestere. Az 1980-as években jelentkezett hazai kiállító termekben archaikus formákat idéző, fallikus kis bronzaival és nagyobb méretű, mítoszokat megjelenítő szobraival, 1984 óta kiállító művész. 1982-1985 közt Derkovits Gyula képzőművészeti ösztöndíjban részesült. Szobrász pályája sikeresen indult, köztéri szobrok alkotására is kapott megbízást: Madár című szobra Balatonfenyvesen, Démon című alkotása Villányban került felállításra, mindkettő 1986-ban, mégis 1987-ben Kanadában telepedett le, s sikeres volt az észak-amerikai földrészen is. Majd csak az 1990-es évek közepén tért haza, itthon is újra sikereket aratott, ezúttal harcosokat, amazonokat, bálványokat formázó figuráival, például Harcosok (1994-95), Nyilas amazon (1997) című alkotásaival. Műveit jeles közgyűjtemények őrzik, a Magyar Nemzeti Galéria, a miskolci Herman Ottó Múzeum, a pécsi Janus Pannonius Múzeum.
Mind Nyugat-Európában (Róma, München, Stockholm), mind Kanadában, s az Amerikai Egyesült Államokban kiállításokon mérette alkotásait.

## Kiállításai (válogatás)

### Egyéni
- 1984 • Pesterzsébeti Múzeum, Budapest
- 1985 • Helikon Galéria, Budapest
- 1989 • Stappman Galerie, München
- 1990 • Spectator Gallery, Hamilton
- 1994 • Hammer Gallery, Hamilton
- 1995 • Broadway Gallery, Hamilton
- 1997 • Duna Galéria, Budapest (Torma Annával)
- 1998 • Gold Art Galéria, Budapest

### Csoportos
- 1985 • Stúdió '85, Ernst Múzeum, Budapest • 40 alkotó év, Műcsarnok, Budapest
- 1986 • Derkovits-ösztöndíjasok kiállítása, Műcsarnok, Budapest • Stúdió '86, Budapesti Történeti Múzeum, Budapest • Miskolci Galéria, Miskolc • Art Fair, Stockholm • Kortárs magyar szobrászat, John B. Aird Gallery, Toronto
- 1987 • Magyar művészeti kiállítás, Palazzo Falconieri, Róma • Zeitgenössische bildende Kunst aus Ungarn/Kortárs magyar képzőművészet, Galerie der Künstler, München • Műcsarnok, Budapest
- 1989 • 4. International Exhibition of Miniature Art, Del Bello Gallery, Toronto • 21st Arts Hamilton, Art Gallery of Hamilton
- 1990 • 5. International Exhibition of Miniature Art, Del Bello Gallery, Toronto
- 1993 • Washington Square Outdoor Art Exhibit, New York
- 1994 • Derkovits-ösztöndíjasok kiállítása 1955-1993, Szombathelyi Képtár, Szombathely • Annual Juried Art Show, Burlington Art Centre
- 1995 • Defining The Site, Art Gallery of Hamilton, Hamilton • Members Show, Hamilton Artists Inc., Hamilton • Annual Juried Art Show, Burlington Art Centre, Burlington • The Bronze Triangle, G. Slovackého, Kremnica
- 1996 • Vigh Tamás és tanítványai, Vigadó Galéria, Budapest • VIII. Országos Rajzbiennálé, Nógrádi Történeti Múzeum, Salgótarján
- 2001 • Szobrászaton innen és túl, Műcsarnok, Budapest.[2]

## Díjak, elismerések (válogatás)
- 1984 • Herman Lipót-díj;
- 1985 • Stúdió '85 kiállítási díja;
- 1986 • Nemzetközi szobrász kiállítás díja, Villány;
- 1989 • 4. International Exhibition of Miniature Art, Toronto, Ontario;
- 1994 • Annual Juried Art Show, Art Center, Burlington, Ontario.